# Lie to Me (Bon Jovi)
Lie to Me è una canzone dei Bon Jovi, scritta da Jon Bon Jovi e Richie Sambora. È stata estratta come terzo singolo dal sesto album in studio del gruppo, These Days, nel novembre del 1995. Il testo tratta di una relazione finita male che porta i due ex-amanti ad affrontare crisi e lotte. Ha raggiunto la posizione numero 76 della Billboard Hot 100 negli Stati Uniti, dove venne pubblicata come doppio lato A insieme a Something for the Pain. Altrove, è entrata nella top 10 nel Regno Unito e nella top 20 in Canada e Australia.

## Video musicale
Il video musicale delle canzone appare come la naturale continuazione di quello del precedente singolo Something for the Pain, dal momento che è presente come protagonista lo stesso adolescente, che viene stavolta mostrato mentre cammina di notte per la Hollywood Walk of Fame (probabilmente dopo essere uscito dal negozio di dischi in cui era stato nel video precedente). Ad un certo punto, egli incontra una ragazza appoggiata a terra sul muro di un negozio. Dopo qualche incomprensione, i due finiscono per innamorarsi, e decidono di scappare insieme salendo sulla macchina di un uomo, dopo aver esposto su un pezzo di cartone la scritta "Hollywood Get Out! Or Bust". A queste scene che mostrano i due adolescenti, si alternano altri momenti in cui si vedono i membri dei Bon Jovi eseguire il brano all'interno di un appartamento, tra cui sono ben visibili Jon Bon Jovi e Richie Sambora mentre suonano delle chitarre seduti su due sedie intorno a un tavolo.
Del video esiste anche una versione alternativa, che mostra solamente le immagini in cui è presente il gruppo, ed una più estesa in cui vengono svelati ulteriori aspetti della storia che coinvolge i due adolescenti.

## Tracce
CD promozionale
1. Lie to Me (versione ridotta) – 4:43 (Jon Bon Jovi, Richie Sambora)
2. Lie to Me – 5:36 (Bon Jovi, Sambora)

Versione statunitense
Doppio lato A
1. Something for the Pain (versione ridotta) – 3:57 (Bon Jovi, Sambora, Desmond Child)
2. Lie to Me – 5:36 (Bon Jovi, Sambora)

Versione britannica
1. Lie to Me – 5:36 (Bon Jovi, Sambora)
2. Something for the Pain (Live) – 5:30 (Bon Jovi, Sambora, Child)
3. Always (Live) – 7:18 (Bon Jovi)
4. Keep the Faith (Live) – 7:24 (Bon Jovi, Sambora, Child)

Versione tedesca
1. Lie to Me – 5:36 (Bon Jovi, Sambora)
2. Something for the Pain (Live) – 5:30 (Bon Jovi, Sambora, Child)
3. Always (Live) – 7:18 (Bon Jovi)
4. I'll Sleep When I'm Dead (Live) – 7:32 (Bon Jovi, Sambora, Child)

Maxi singolo
1. Lie to Me – 5:36 (Bon Jovi, Sambora)
2. Something for the Pain (versione album) – 4:47 (Bon Jovi, Sambora, Child)
3. Hey God (Live) – 6:16 (Bon Jovi, Sambora)
4. I'll Sleep When I'm Dead (Live) – 7:32 (Bon Jovi, Sambora, Child)

Le tracce dal vivo sono state registrate durante il These Days Tour. Le relative date e luoghi non sono disponibili.

## Classifiche
| Classifica (1995/96) | Posizione massima |
| -------------------- | ----------------- |
| Australia            | 20                |
| Austria              | 20                |
| Belgio (Fiandre)     | 23                |
| Belgio (Vallonia)    | 16                |
| Canada               | 20                |
| Europa               | 34                |
| Finlandia            | 9                 |
| Francia              | 32                |
| Germania             | 46                |
| Irlanda              | 11                |
| Paesi Bassi          | 16                |
| Regno Unito          | 10                |
| Stati Uniti          | 76                |
| Svezia               | 44                |
| Svizzera             | 20                |